# Affaire Urba
Pour les articles homonymes, voir Urba.
L'affaire Urba est une affaire politico-financière française portant sur des attributions frauduleuses de marchés publics par des collectivités territoriales qui ont permis de financer de manière occulte le Parti socialiste français. 

## Résumé
L'affaire Urba découle de l'affaire SORMAE-SAE, le volet marseillais de l'affaire qui concerne la période de janvier 1987 à février 1989.
Elle révèle au grand jour l'attribution de marchés publics par des collectivités territoriales à des entreprises, conditionné par le versement de sommes servant à financer illégalement le Parti socialiste français. 
Plus précisément, les entreprises qui souhaitent alors obtenir des marchés publics dans certaines communes doivent verser, par le biais de fausses factures, environ 2 % à 4 % du montant des marchés concernés à des bureaux d'études affiliés au Parti socialiste, parmi lesquels URBA, SAGES ou BLE. Ces bureaux se chargent ensuite de reverser les commissions, dont ils conservent 40 % du montant, dans les caisses du Parti socialiste (30 % au niveau national et 30 % au niveau local), dans le but de financer les campagnes électorales.
Le système fonctionne de 1973 à 1990. 
Henri Emmanuelli, à l'époque trésorier du PS, sera condamné à dix-huit mois de prison avec sursis, 30 000 francs d'amende et deux ans de privation de droits civiques.

## Contexte
Le Financement de la vie politique et électorale en France n'est pas assuré par l'État en France dans les années 1970. L'ancêtre du Parti socialiste, la Section française de l'Internationale ouvrière, recourt aux cotisations des militants ainsi qu'à l'aide apportée par d'autres partis de l'Internationale socialiste. Toutefois, au début des années 1970, les nouveaux dirigeants du Parti socialiste constatent que la forte augmentation du coût des campagnes électorales, remarquée lors de l'élection présidentielle française de 1965, exige le recours à d'autres méthodes. Aucun projet de financement par l'État n'ayant abouti, le Parti socialiste met en place un système centralisé de corruption basé sur des fausses factures pour augmenter ses ressources,,.  
Cela devait permettre au Parti socialiste de réduire l'écart avec la droite, qui disposait également de son propre système de financement illégal, selon les avocats de la défense lors du procès.  

## Faits

### Mise en place du système Urba
En 1971, la direction du Parti socialiste (PS) décide de créer une société chargée essentiellement de centraliser et de récolter des fonds perçus auprès d'entreprises lors de la passation de marchés publics par des villes et des collectivités dirigées par des membres du PS, en vue de financer les campagnes électorales à venir. Chaque marché donne lieu à un versement occulte de quelques pourcents au parti. Urba est née en 1973 de cette volonté délictuelle, deux ans après le congrès d'Épinay constitutif du Parti socialiste dirigé par François Mitterrand.

### Découverte de l'affaire
En 1990, une dalle de béton s’effondre sur un chantier de construction au Mans d’un immeuble destiné à abriter des services de la Communauté urbaine. Deux salariés de l’entreprise Heulin trouvent la mort. Le juge d'instruction du Mans, Thierry Jean-Pierre, instruit l'enquête pour déterminer la responsabilité de ces deux morts. 
L'enquête rebondit le 8 janvier 1991, lorsqu'il interroge un ancien responsable socialiste, qui affirme que plusieurs bureaux d'études, notamment la société Urba, perçoivent des commissions auprès d'entreprises désireuses d'obtenir des marchés publics et les reversent au PS. Le parquet ouvre alors une information contre X pour extorsion de fonds, faux et usage de faux et corruption.

## Les cahiers de Joseph Delcroix
Lors d'une perquisition au siège social marseillais d’Urba, le 17 avril 1989, l'inspecteur de police judiciaire à la section financière du SRPJ de Marseille, Antoine Gaudino, découvre les cahiers de Joseph Delcroix. Ce militant PS a noté avec application le contenu de toutes les réunions d'Urba sur des cahiers d'écoliers (au nombre de 4). Il place ainsi en garde à vue Joseph Delcroix, ancien directeur d'Urba-Gracco à Paris, et Bruno Desjobert, directeur d'Urba Marseille.
Au cours d'une deuxième perquisition, effectuée le 19 avril, la secrétaire d'Urba convient sur procès-verbal dressé par Antoine Gaudino que « c’est Gérard Monate, socialiste et PDG d'Urba qui lui a demandé de cacher » chez elle la comptabilité d'Urba. Elle ajoute : « je savais par monsieur Monate depuis cet après-midi qu'une autre perquisition allait avoir lieu. Monsieur Monate m'avait aussi avisée qu’il était intervenu auprès du ministre ou du Premier ministre pour faire libérer... ou plutôt pour « arranger » l’affaire ».
L'affaire est malgré tout enterrée jusqu'à l'enquête de Thierry Jean-Pierre en 1991.

## Antoine Gaudino etL'Enquête impossible
Mais, en 1990, Antoine Gaudino publie aux Éditions Albin Michel un livre intitulé L’Enquête impossible, dans lequel il est question de l'affaire des fausses factures de Marseille (affaire SORMAE-SAE) et qui met directement en cause : la SORMAE ; Urba ; sept responsables politiques de droite, six socialistes ; Gérard Monate, socialiste et PDG d’Urba ; ainsi que le financement, grâce à « l’argent de la corruption », de la campagne électorale présidentielle de François Mitterrand en 1988 dont le directeur était Henri Nallet, qui se trouvera être garde des Sceaux aux débuts de l'enquête,,.
Antoine Gaudino n'en est pas à son coup d'essai : il est déjà connu pour avoir mis au jour l'affaire des faux frais de mission qui permettaient à la hiérarchie de la Police judiciaire d'améliorer discrétionnairement le salaire de ses fonctionnaires.
Cependant, avec son collègue l'inspecteur Alain Mayot, il piétine durant trois ans pour tenter de faire aboutir l'affaire devant les tribunaux. Ils se heurtent systématiquement aux obstacles mis sur leur route par le pouvoir exécutif. Le parquet refuse d'abord d'ouvrir une information judiciaire, puis l'inspecteur Gaudino est muté dans un autre service. Finalement ils sont dessaisis de l'affaire.
Antoine Gaudino affirme qu'une réunion s'est tenue à l'hôtel Matignon où « Michel Rocard, Pierre Arpaillange, Pierre Joxe et Pierre Mauroy auraient fait passer leurs intérêts de boutique avant le service des institutions qu’ils incarnent, avant la justice et l’intérêt national ».
Il se démène tout de même pour mener son enquête à son terme, et en publie le résultat dans ce livre, pour lequel il est révoqué de la police en 1991.

## L'amnistie
L'enquête d'Antoine Gaudino avançant, en dépit des obstacles, le gouvernement dirigé par Michel Rocard, en vient à envisager l'arme ultime, l'amnistie, comme la seule parade efficace. La loi est présentée, à l'automne 1989, comme un moyen de « moraliser » la politique et les élus. Une première tentative pour y insérer une amnistie des personnalités politiques corrompues, début décembre, échoue pour cause de fuites dans la presse : devant le tollé qui s'élève, le gouvernement déclare n'avoir jamais eu une telle intention.
Le 21 décembre 1989, après une navette parlementaire mouvementée, le Sénat, à majorité de droite, adopte un texte ne contenant aucune mention de l'amnistie. Le 22 décembre 1989, l'Assemblée nationale, de majorité PS, adopte une version de texte incluant l'amnistie de « toutes infractions commises avant le 15 juin 1989 en relation avec le financement direct ou indirect de campagnes électorales ou de partis et de groupements politiques, à l'exclusion des infractions prévues par les articles 132 à 138 et 175 à 179 du code pénal et de celles commises par une personne investie à cette date [Dispositions déclarées non conformes à la Constitution par décision du Conseil constitutionnel no 89-271 DC du 11 janvier 1990] d'un mandat de parlementaire national ».
En raison de l'heure avancée à laquelle le texte est adopté, seuls quelques élus socialistes sont présents, mais tous ont laissé leur clef de vote en place. Au matin, les Français sont mis devant le fait accompli. Les parlementaires tentent de sauver les apparences de la morale et de la vertu dans les médias en s'excluant de l'amnistie, mais le Conseil constitutionnel alors présidé par Robert Badinter supprimera cette exception. L'état-major politique du PS, à commencer par les responsables financiers de l'élection de 1988, échapperont définitivement aux poursuites, du moins à ce titre.

## Le juge d'instruction est à son tour dessaisi de l'affaire
Poursuivant l'instruction, le juge Thierry Jean-Pierre met au jour les ramifications de la société Urba et le 6 avril 1991 il procède à l'interpellation de Christian Giraudon, ancien responsable d’Urba pour les Pays de la Loire qui sera inculpé et écroué. Le magistrat sait alors que Christian Giraudon a prévenu l'ancien président-directeur général d'Urba, Gérard Monate. C'est pourquoi il décide de se rendre à Paris sans attendre le lundi, tente, en vain, de perquisitionner chez Gérard Monate avant d'aller le faire dans les locaux d'Urba.
Ainsi, le dimanche 7 avril 1991, avec deux témoins qu'il a requis dont un avocat Me Denis Langlois, il perquisitionne dans les locaux parisiens d'Urba-Gracco, ce qui lui vaudra d'être aussitôt dessaisi de l'affaire sur instructions d'Henri Nallet, garde des Sceaux. Dessaisissement qui ne lui sera officiellement avisé qu'à sa sortie des locaux d'Urba, par un magistrat parisien accompagné de Me Yves Baudelot, avocat du Parti socialiste, lequel n’hésitera pas à bousculer le magistrat pour tenter de s'emparer des cinq cartons de scellés qu'il vient de saisir.
Le scandale aidant, le garde des Sceaux, Henri Nallet, ex-trésorier de la campagne présidentielle, qualifie la perquisition d'« équipée sauvage » et le ministre délégué auprès du garde des sceaux, Georges Kiejman, parle de « cambriolage judiciaire ».
C'est pourquoi le procureur du Mans, Yves Bot, sera prié de saisir la chambre d'accusation de la cour d'appel d'Angers pour qu'elle annule la saisie du juge et donc l'ensemble de la procédure.
Le juge confiera son amertume : « 1981 marquait pour moi l'arrivée d’une éthique, d'une certaine morale. […] C’est pour cela qu'on élit la gauche. Et quand on voit ce qu'elle est devenue dix ans plus tard, c'est vrai que ça rend très, très amer. »

## La procédure reprend malgré tout
Mais les magistrats angevins surprennent tout le monde le 19 avril 1991, en refusant d'enterrer le dossier et en justifiant au contraire l'ouverture de l'information. La procédure mise en œuvre par le juge est déclarée « conforme au droit » par la chambre d'accusation de la cour d'appel d'Angers.
Alors, c'est au tour du procureur d'Angers de se pourvoir en cassation. Christian Giraudon fait de même. Ces deux pourvois sont rejetés par la Cour de cassation, suivant en cela les réquisitions du parquet : Nicole Pradain estime en effet que « les magistrats du parquet doivent pouvoir ouvrir librement une information lorsqu'ils estiment que les faits le justifient ». Finalement, fin décembre 1991, le juge Renaud Van Ruymbeke reprend le dossier.
Il enquête alors sur une autre affaire de commissions sur des marchés publics au Mans, dans laquelle on retrouve là encore la piste Urba. Le 13 janvier 1992, il effectue des perquisitions, notamment dans les locaux de la fédération du PS de la Sarthe, au cours desquelles Jacques Jusforgues, premier secrétaire, conseiller régional PS, et Pierre Villa, ancien adjoint au Mans, sont interpellés.
Puis, il perquisitionne au siège du PS à Paris et Henri Emmanuelli, en tant que trésorier du PS, est inculpé le 14 septembre 1992.

## Épilogue
Le procureur de la chambre criminelle de la Cour de cassation, Yves Boivin, estime notamment qu’Henri Emmanuelli est, en tant que trésorier du parti, « le véritable patron d'Urba », car « c'est lui qui assurait la gestion des 30 % de commissions qui revenaient au parti ». Henri Emmanuelli s’est entendu qualifier de « trésorier qui ne s’occupait pas de trésorerie ». Pour le procureur, Urba est un système qui « en voulant moraliser la collecte des fonds, a moralisé l'immoralité ».
Henri Emmanuelli est mis en examen pour « recel et complicité de trafic d'influence » le 14 septembre 1992. Il est finalement reconnu coupable par la justice de complicité de trafic d'influence et est condamné le 16 décembre 1997 à dix-huit mois de prison avec sursis et à deux ans de privation de ses droits civiques. André Laignel, mis en examen pour les mêmes motifs, est relaxé.
L'affaire Urba est à l'origine de deux lois sur le financement des partis politiques par l'État : la loi de janvier 1990 et la Loi relative à la prévention de la corruption et à la transparence de la vie économique et des procédures publiques de janvier 1993. Ce dispositif est achevé par la loi Séguin de janvier 1995.
La société Urba, réduite à l'état de coquille vide, est mise en liquidation judiciaire en janvier 1990.

## La question de l'enrichissement personnel
Pour Antoine Gaudino, l'argent récolté par Urba ne servait pas uniquement à financer la vie publique mais a également servi à payer des frais personnels et à financer des entreprises et des associations, et rien ne prouve qu’à travers ces associations il n'y ait pas eu enrichissement personnel. Cette assertion n'engage cependant que son auteur, puisque les enquêtes n'ont jamais montré qu'il y ait eu enrichissement personnel et qu'il n'y a pas eu de condamnation en ce sens. L'historien Jean Garrigues, professeur à l'université d'Orléans et peu suspect de complaisance pour le PS[pourquoi ?], ne retient pas un moment l'hypothèse d'un enrichissement personnel dans son ouvrage Les Scandales de la République (2004).

## Liste des personnes incriminées

### Condamnations
- Gérard Monate, ex-patron d'Urba Gracco[34] ;
- Henri Emmanuelli, ancien trésorier du PS[35] ;
- Janine Écochard, ancienne député PS[36] ;
- Michel Pezet, ancien député PS, ancien président de la région Provence-Alpes-Côte d'Azur et ex-premier secrétaire de la fédération PS des Bouches-du-Rhône, qui « n'a pas été convaincu de complicité de trafic d'influence, mais seulement de recel de fonds utilisés en dehors de tout enrichissement personnel » (arrêt de la cour d'appel de Lyon, 16 décembre 1998, cité dans Le Monde daté du 18 décembre 1998)[37] ;
- Philippe Sanmarco, ancien député PS des Bouches-du-Rhône[35].

### Relaxes
- André Laignel, ancien trésorier du PS[11];
- Jean-Claude Boulard, conseiller général et député PS de la Sarthe[38].

Les amnistiés bénéficient de l'anonymat.